# NGC 2722
NGC 2722 est une galaxie spirale située dans la constellation de l'Hydre. NGC 2722 a été découvert par l'astronome germano-britannique William Herschel en 1785. Cette galaxie a aussi été observée par l'astronome britannique John Herschel le 12 mars 1826 et elle a été ajoutée au New General Catalogue sous la cote NGC 2733.

## Caractéristiques
Sa vitesse par rapport au fond diffus cosmologique est de 3 068 ± 22 km/s, ce qui correspond à une distance de Hubble de 45,3 ± 3,2 Mpc (∼148 millions d'al).
À ce jour, 16 mesures non basées sur le décalage vers le rouge (redshift) donnent une distance de 39,488 ± 6,083 Mpc (∼129 millions d'al), ce qui est à l'intérieur des valeurs de la distance de Hubble. Notons cependant que c'est avec la valeur moyenne des mesures indépendantes, lorsqu'elles existent, que la base de données NASA/IPAC calcule le diamètre d'une galaxie et qu'en conséquence le diamètre de NGC 2722 pourrait être d'environ 26,3 kpc (∼85 800 al) si on utilisait la distance de Hubble pour le calculer. 
La classe de luminosité de NGC 2722 est II-III et elle présente une large raie HI. De plus, elle renferme des régions d'hydrogène ionisé.